# Шимкус, Стасис
Стаси́с Ши́мкус (лит. Stasys Šimkus; 4 февраля 1887, Мотишкяй, Российская империя, теперь Литва — 15 октября 1943, Каунас, Рейхскомиссариат Остланд, теперь Литва) — литовский композитор, дирижёр, педагог.

## Биография

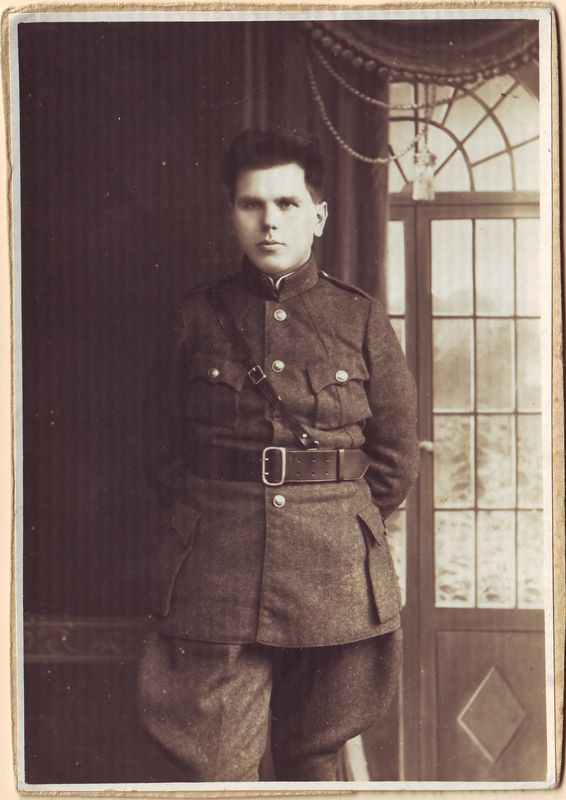
Стасис Шимкус в армейской униформе (20-е годы)

Родился в крестьянской семье. Ученик Анатолия Лядова, Максимилиана Штейнберга, Язепса Витолса, Юозаса Науялиса. Был представителем национального романтизма. Организовывал литовские хоры в Санкт-Петербурге, где тогда учился, в США, где недолгое время жил, и в Литве (самый известный «Дайна»). В 1923 году основал в Клайпеде музыкальную школу, директором которой был до 1930 года (ныне консерватория, носящая его имя). В 1930—1933 годах — дирижёр Каунасского оперного театра. В 1934 году для сбора и популяризации национального фольклора организовал Комиссию по собиранию литовских народных песен.
Похоронен на Пятрашюнском кладбище в Каунасе.
Его сын Альгис Шимкус (лит. Algis Šimkus 1917—?) также связал свою жизнь с музыкой, став пианистом, дирижёром и композитором.

## Память

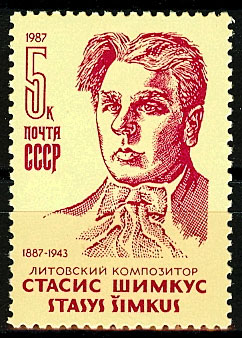
Марка почты СССР, 1987

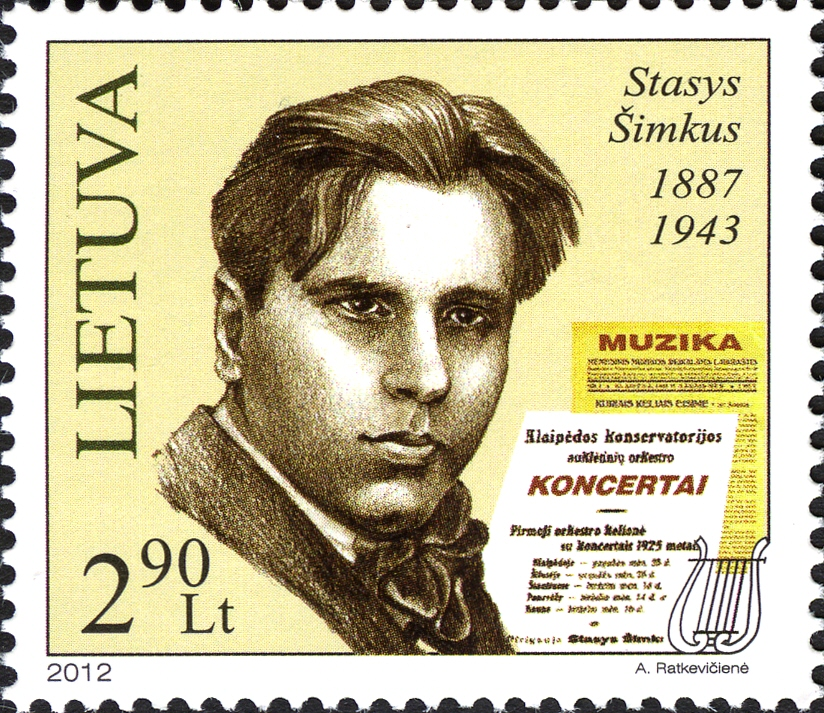
Марка почты Литвы, 2012

- Организованной композитором музыкальной школе в Клайпеде в 1967 году было присвоено имя Шимкуса; в 1993 года она была преобразована в Консерваторию имени Стасиса Шимкуса (лит. Klaipėdos Stasio Šimkaus konservatorija)[1].
- В 1958 году была учреждена ежегодная премия имени Стасиса Шимкуса (Stasio Šimkaus vardo premija) самодеятельным коллективам.
- В 1970 году на доме в Каунасе, в котором композитор жил в 1927—1943 годах, установлена памятная доска с надписью на литовском и русском языках. С 1979 года в доме действует мемориальная композиция.
- С 1976 года каждый второй год проводится международный конкурс хоров имени Стасиса Шимкуса.
- В 1987 году в саду у Музыкального театра в Каунасе установлен бюст композитора (скульптор Миндаугас Шнипас, архитектор Йонас Юцайтис).[2]

## Сочинения
- 1916 — кантата «Прощанье с Родиной» /
- 1930 — симфоническая поэма «Нямунас» / Nemunas
- 1934 — кантата «Здравствуй, Родина» /
- 1941 — опера «Деревня у поместья» / Kaimas prie dvaro

## Публикации
- Stasys Šimkus. Straipsniai, dokumentai, laiškai, amžininkų, atsiminiamai. — Vilnius, 1967.
- Stasys Šimkus. Albumas. — Vilnius, 1988.